# Sule Skerry
Sule Skerry ist eine flache, grasbewachsene und unbewohnte nordatlantische Insel im Westen der schottischen Orkneyinseln. Die Insel weist eine Fläche von 16 Hektar auf und erreicht eine Höhe von 12 Metern.
Im südlichen Zentrum der kleinen Sule-Schäre (engl. Skerry) befindet sich seit 1895 der 27 Meter hohe Leuchtturm Sule Skerry Lighthouse, welcher erst seit 1982 automatisiert und unbewohnt ist.
Etwa zehn Kilometer südwestlich von Sule Skerry liegt die kleinere Felsinsel Sule Stack, eine vegetationslose 36 Meter hohe Felsnadel. Beide Inseln liegen auf der Skerry Bank, einer ansonsten untermeerischen Erhebung.
Beide Inseln zählen zum UNESCO-Biosphärenreservat, welches als „Sule Skerry and Sule Stack“ bekannt ist.